# Муавия II ибн Язид
Абу Лайли Муавия II ибн Язид (араб. معاوية بن يزيد‎;
661—684) — омейядский халиф, находившийся у власти около половины года после смерти своего отца Язида I. Последний представитель суфьянидской ветви Омейядов.

## Биография
Родился 28 марта 661 года, был сыном Язида I и неизвестной женщины из племени калб (ее часто путают с Умм Хашим Фахита бинт Аби Хашим, матерью сводного брата Муавии Халида ибн Язида). Перед своей смертью Язид объявил Муавию своим наследником. Муавия сменил своего отца на престоле в Дамаске в 683 году, в возрасте между 17 и 23 годами. Муавию поддержало племя калб, но его авторитет, вероятно, был признан только в Дамаске и южной Сирии, в то время как Абдуллах ибн аз-Зубайр объявил себя халифом в Хиджазе.
Муавия не проявлял интереса к политике и заявлял, что стал халифом лишь по ошибке в силу действия наследственного принципа передачи власти.
Правление Муавии длилось от 20 дней до 4 месяцев, но, вероятно, не более 2 месяцев. Учитывая столь короткий промежуток времени, сохранилось мало событий, связанных с его правлением, часть из них могут являться политическими и религиозными выдумками. К ним относятся: 
- будучи кадаритом, Муавия отрекся от престола в июне 684 года, за месяц до своей смерти. Однако это отречение может быть лишь плодом пропаганды сторонников Марвана I, легитимизировавшим его восшествие на престол[3];
- он осуждал тиранию и несправедливость своих предшественников по отношению к Алидам[4];
- имел кунью Абу Лейла («Отец Лейлы»)[3]:428–429, это было странным, потому что у него не было детей;

Бесспорным представляется то, что Муавия продолжил политику своего отца. Во время своего правления Муавия страдал от плохого здоровья и поэтому вынужден был оставаться во дворце Омейядов (ал-Хасра) в Дамаске. Его советник аль-Даххак ибн Кайс аль-Фихри занимался государственными делами. 
Причины смерти Муавии неясны, в качестве причин были названы желтуха и чума. Поскольку у него не было детей, он либо отказался:577, либо ему не дали возможности назначить преемника. С его смертью кампании против Ибн аз-Зубайра полностью прекратились. Власть Омейядов временно рухнула, пока Марван I не взял на себя функции халифа.